# Stefan Schweizer

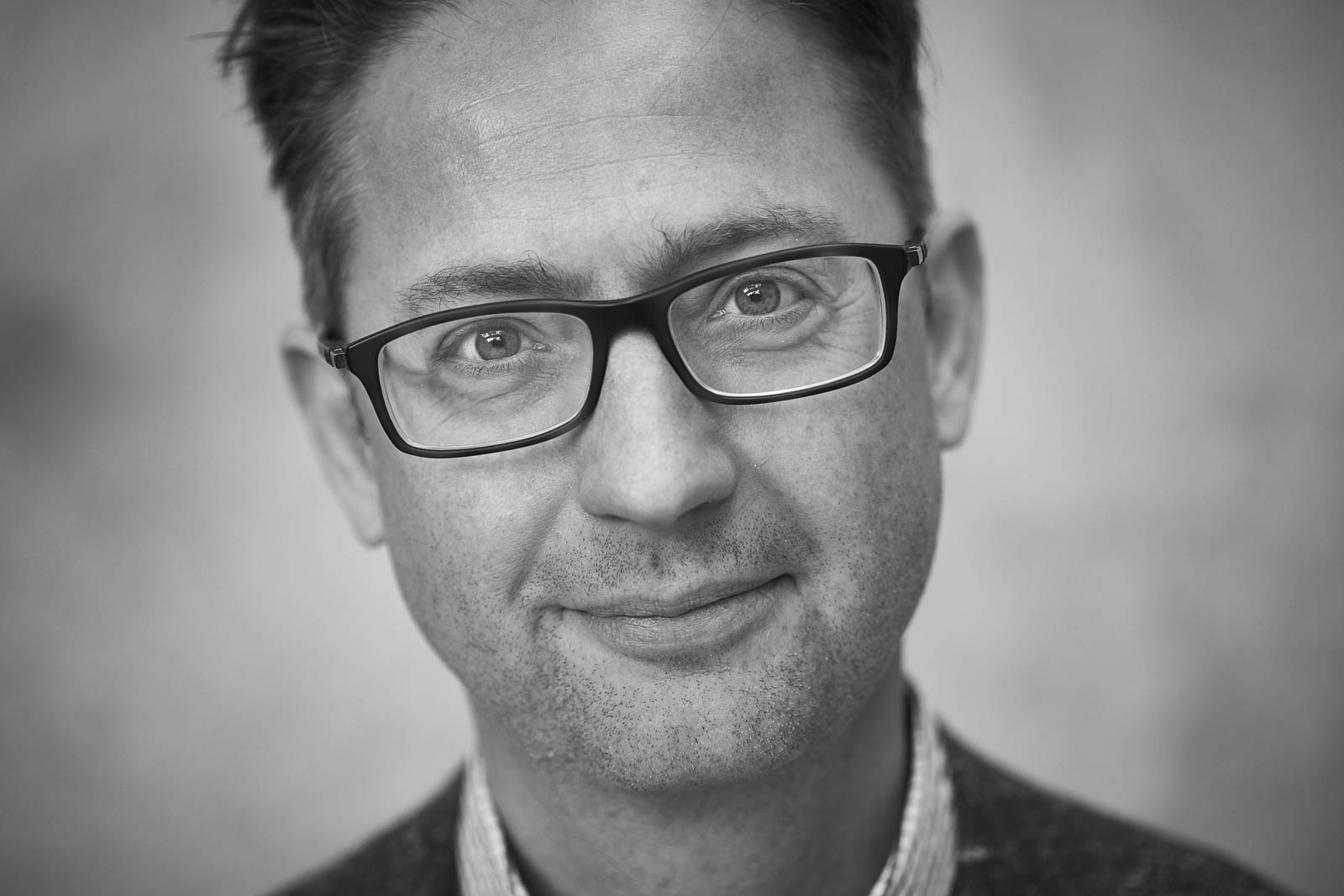
Stefan Schweizer

Stefan Schweizer  (* 1968 in Eisenach) ist ein deutscher Kunsthistoriker und wissenschaftlicher Vorstand der Stiftung Schloss und Park Benrath,  Honorarprofessor an der Heinrich-Heine-Universität in Düsseldorf und Präsident der Deutschen Gesellschaft für Gartenkunst und Landschaftskultur e.V.

## Ausbildung
Von 1992 bis 1997 studierte er Kunstgeschichte, Geschichte und Soziologie an den Universitäten Kassel, Göttingen und Verona. Seine Magisterarbeit zur „Architektur von Michele Sanmicheli“ wurde mit dem „Italienpreis der Italienischen Handelskammer in Deutschland 1998“ ausgezeichnet. Von 1998 bis 2000 war er Stipendiat der Gerda Henkel Stiftung. 2001 wurde er an der Universität Kassel promoviert.

## Beruflicher Werdegang
Von 2000 bis 2005 arbeitete er als wissenschaftlicher Mitarbeiter am Max-Planck-Institut für Geschichte in Göttingen. 2005 wurde er als Juniorprofessor für Kunstgeschichte mit Schwerpunkt „Europäische Gartenkunstgeschichte“ an der Institut für Kunstgeschichte der Heinrich-Heine-Universität Düsseldorf berufen. Es handelte sich dabei um eine Stiftungsprofessur der Landeshauptstadt Düsseldorf zum Thema Gartenkunst. Im Rahmen der Kooperation mit der Stiftung Schloss und Park Benrath kuratierte er 2008 die Ausstellung „Salomon de Caus und die Automatenkunst in den Gärten um 1600“ im Museum für Gartenkunst der Stiftung Schloss und Park Benrath.
2009 war er Forschungsstipendiat der Herzog August Bibliothek in Wolfenbüttel, in den Jahren von 2010 bis 2012 war er Leiter der Arbeitsgruppe „Geschichte der Gartenkunst in Deutschland“. 2011 legte er seine Habilitation „Die Geburt der Gartenkunst. Gattungsautonomie – Diskursgeschichte – Kunstwerkanspruch (1550–1730)“ an der Philosophischen Fakultät der Heinrich-Heine-Universität vor. Seit Ende 2012 ist er wissenschaftlicher Vorstand der Stiftung Schloss und Park Benrath. Im Rahmen seiner Arbeit an dem Begleitband zur Ausstellung „Die Hängenden Gärten von Babylon. Vom Weltwunder zur grünen Architektur“ weilte er 2019 als Museumsstipendiat an der Bibliotheca Hertziana – Max-Planck-Institut für Kunstgeschichte in Rom.

## Wissenswertes
Stefan Schweizer ist Mitherausgeber der Zeitschrift Die Gartenkunst.

## Veröffentlichungen (Auswahl)

### Monografien
- Zwischen Repräsentation und Funktion. Die Stadttore der Renaissance in Italien (= Veröffentlichungen des Max-Planck-Instituts für Geschichte, 184). Vandenhoeck & Ruprecht, Göttingen 2002. ISBN 978-3-525-35180-2
- Geschichtsdeutung und Geschichtsbilder. Visuelle Erinnerungs- und Geschichtskultur in Kassel 1866–1914 (= Göttinger Gespräche zur Geschichtswissenschaft, 22). Wallstein-Verlag, Göttingen 2004. ISBN 978-3-89244-821-1
- „Unserer Weltanschauung sichtbaren Ausdruck geben“. Nationalsozialistische Geschichtsbilder in den historischen Festzügen zum „Tag der Deutschen Kunst“. Wallstein-Verlag, Göttingen 2007. ISBN 978-3-8353-0107-8
- Die Erfindung der Gartenkunst. Gattungsautonomie – Diskursgeschichte – Kunstwerkanspruch (= Kunstwissenschaftliche Studien, 172). Deutscher Kunstverlag, München 2013. ISBN 978-3-422-07140-7
- André le Nôtre und die Erfindung der französischen Gartenkunst. Wagenbach, Berlin 2013. ISBN 978-3-8031-1298-9
- Die hängenden Gärten von Babylon. Vom Weltwunder zur grünen Architektur. Mit einem Beitrag von Frank Maier-Solgk. Wagenbach Verlag, Berlin 2020. ISBN 978-3-8031-3694-7.[6]